# Koungoulou (Mintom)
Pour les articles homonymes, voir Koungoulou.
Koungoulou est un village du Cameroun situé dans le département du Dja-et-Lobo et la région du Sud, non loin du Gabon et de la République du Congo, sur la route qui relie Djoum à Mintom II. Il fait partie de la commune de Mintom.

## Population
En 1963, Koungoulou comptait 244 habitants, pour la plupart des Fang, mais également 47 pygmées Baka. Lors du recensement de 2005, 201 personnes y ont été dénombrées.